# Vertrag von Brünn
Als Vertrag von Brünn (auch „Friede von Brünn“) werden drei Verträge bezeichnet, die das Kaiserreich Frankreich unter Napoléon Bonaparte mit seinen deutschen Verbündeten, dem Kurfürstentum Bayern, dem Herzogtum Württemberg und der Markgrafschaft Baden von 10. bis 12. Dezember 1805 in Brünn abschloss. Darin wurden diesen Reichsfürsten Landgewinne, insbesondere auf Kosten des Hauses Habsburg, sowie die Souveränität (= Unabhängigkeit von der Oberherrschaft des römisch-deutschen Kaisers) zugesichert. Vorausgegangen war die Niederlage Österreichs in der Drei-Kaiser-Schlacht von Austerlitz (nahe Brünn) am 2. Dezember 1805 und der Abschluss des Waffenstillstands auf Schloss Austerlitz am 6. Dezember. Im Frieden von Pressburg musste das Kaisertum Österreich unter Franz I. auch die Brünner Abmachungen bestätigen.

## Die Verträge

### Vertrag mit Bayern
Im Vertrag vom 10. Dezember 1805 sicherte der französische Kaiser dem Kurfürstentum Bayern für seine Waffenhilfe die „erbliche Königswürde“ zu, sodass Bayern zum Königreich aufsteigen konnte. Außerdem belohnte Napoléon Bonaparte Bayern mit der Erweiterung seines Territoriums mit der Markgrafschaft Burgau, den „sieben Herrschaften“ in Vorarlberg, den Grafschaften Hohenems und Königsegg-Rothenfels, den (ehemals Montforter) Herrschaften Tettnang und Argen am Bodensee, den Reichsstädten Augsburg und Lindau, den Resten der Hochstifte Eichstätt und Passau.

### Vertrag mit Württemberg
Württemberg erhielt im Vertrag vom 11. Dezember 1805 jene Territorien von Schwäbisch-Österreich zugesprochen, die nicht an Bayern oder Baden fielen. Dazu gehören die Grafschaft Hohenberg, die Landgrafschaft Nellenburg, die Landvogtei Schwaben, Ehingen an der Donau, die sogenannten „fünf Donaustädte“ (Mengen, Munderkingen, Riedlingen, Saulgau – bis auf Waldsee); es erhielt ferner Besitzungen der geistlichen Ritterorden Deutscher Orden und Johanniterorden und auch die Souveränität über reichsritterschaftliche Territorien.

### Vertrag mit Baden
Baden wurde durch dem Vertrag vom 12. Dezember 1805 Gebiete des vorderösterreichischen Breisgaus mit der Stadt Freiburg zugesprochen, ebenso die Herrschaft Heitersheim, die Landvogtei Ortenau, die Stadt Konstanz und noch einige weitere Landstücke am Bodensee sowie reichsritterschaftliche Territorien, wohingegen Kehl an Frankreich abzutreten war.